# Brain (Côte-d'Or)
 Brain  es una población y comuna francesa, en la región de Borgoña, departamento de Côte-d'Or, en el distrito de Montbard y cantón de Vitteaux.

## Demografía
| 56 | 42 | 30 | 40 | 35 | 23 | 24 |
| Para los censos de 1962 a 1999 la población legal corresponde a la población sin duplicidades (Fuente: INSEE [Consultar]) |    |    |    |    |    |    |